# Teius
Đối với thị trấn của hạt Alba, România, xem Teiuș.
Teius là một chi thằn lằn thuộc họ Teiidae.

## Phân loài
- Teius oculatus (D’Orbigny & Bibron, 1837)
- Teius suquiensis (Avila & Martori, 1991)
- Teius teyou (Daudin, 1802) loài tegu bốn ngón chân